# Премия Европейского математического общества
Премия Европейского математического общества (англ. EMS-Prize) — премия Европейского математического общества для молодых математиков. Вручается по 10 премий раз в 4 года во время проведения Европейского математического конгресса. Награда включает в себя 5 тысяч Евро и сертификат. Каждый лауреат обязан прочитать лекцию. Первое вручение произошло в 1992 году. Среди награждённых 10 лауреатов Филдсовской премии.

## Лауреаты
2020/21 — Порторож:
- Адипрасито, Карим  Германия
- Караяни, Ана  Румыния
- Ефимов, Александр Иванович[нем.]  Россия
- Simion Filip[нем.]  Молдова
- Логунов, Александр Андреевич  Россия
- Kaisa Matomäki[нем.]  Финляндия
- Phan Thành Nam[нем.]  Вьетнам
- Joaquim Serra[нем.]  Испания
- Jack Thorne[нем.]  Великобритания
- Вязовская, Марина Сергеевна  Украина

2016 — Берлин:
- Браверман, Марк Леонидович  Израиль
- Vincent Calvez[нем.]  Франция
- Юго Дюминиль-Копен  Франция
- Джеймс Мейнард  Великобритания
- Guido de Philippis[нем.]  Италия
- Петер Шольце  Германия
- Péter Varjú[нем.]  Венгрия
- Geordie Williamson  Австралия
- Томас Уиллвечер  Германия
- Sara Zahedi[англ.]  Швеция

2012 — Краков:
- Simon Brendle[англ.]  Германия
- Emmanuel Breuillard[англ.]  Франция
- Алессио Фигалли  Италия
- Adrian Ioana[англ.]  Румыния
- Mathieu Lewin[англ.]  Франция
- Ciprian Manolescu[англ.]  Румыния
- Грегори Мьермон  Франция
- Sophie Morel[англ.]  Франция
- Tom Sanders[англ.]  Великобритания
- Corinna Ulcigrai[нем.]  Италия

2008 — Амстердам:
- Авила, Артур  Бразилия /  Франция
- Бородин, Алексей Михайлович  Россия
- Грин, Бен  Великобритания
- Гольц, Ольга Владимировна  Россия
- Boáz Klartag[англ.]  Израиль
- Кузнецов, Александр Геннадьевич  Россия
- Assaf Naor[англ.]  Чехия /  Израиль
- Laure Saint-Raymond[англ.]  Франция
- Agata Smoktunowicz[англ.]  Польша
- Виллани, Седрик  Франция

2004 — Стокгольм:
- Franck Barthe[нем.]  Франция
- Stefano Bianchini[англ.]  Италия
- Paul Biran[англ.]  Румыния /  Израиль
- Линденштраусс, Элон  Израиль
- Окуньков, Андрей Юрьевич  Россия
- Sylvia Serfaty[англ.]  Франция
- Смирнов, Станислав Константинович  Россия
- Xavier Tolsa[нем.]  Испания
- Warwick Tucker[нем.]  Австралия /  Швеция
- Otmar Venjakob[нем.]  Германия

2000 — Барселона:
- Алескер, Семён  Израиль
- Raphaël Cerf[англ.]  Франция
- Гайцгори, Денис Владимирович  СССР /  Израиль /  США
- Emmanuel Grenier[англ.]  Франция
- Dominic Joyce[англ.]  Великобритания
- Венсан Лаффорг  Франция
- Michael McQuillan[англ.]  Великобритания
- Немировский, Стефан Юрьевич  Россия
- Paul Seidel[англ.]  Италия /  Германия /  США
- Вернер, Венделин  Германия /  Франция

1996 — Будапешт:
- Alexis Bonnet[англ.]  Франция
- Гауэрс, Тимоти  Великобритания
- Annette Huber-Klawitter[англ.]  Германия
- Aise Johan de Jong[англ.]  Нидерланды
- Крамков, Дмитрий Олегович  Россия
- Jiří Matoušek[англ.]  Чехия
- Мерель, Лоик  Франция
- Перельман, Григорий Яковлевич  Россия (отказался)
- Ricardo Pérez-Marco[англ.]  Испания /  Франция
- Полтерович, Леонид Викторович  Россия /  Израиль

1992 — Париж:
- Борчердс, Ричард  Великобритания
- Франке, Йенс  Германия
- Гончаров, Александр Борисович  Россия
- Концевич, Максим Львович  Россия
- François Labourie[англ.]  Франция
- Лучак, Томаш  Польша
- Stefan Müller[англ.]  Германия
- Vladimír Šverák[англ.]  Чехословакия
- Gábor Tardos[англ.]  Венгрия
- Клэр Вуазен  Франция